# Vestric-et-Candiac
Vestric-et-Candiac é uma comuna francesa na região administrativa de Occitânia, no departamento de Gard. Estende-se por uma área de 10,92 km². Em 2010 a comuna tinha 1 414 habitantes (densidade: 129,5 hab./km²).